# Підволочиські джерела
Гідрологічна пам'ятка природи місцевого значення «Підволочиські джерела» (втрачена) була створена рішенням Тернопільської обласної ради від 18.03.1994 року в смт Підволочиськ, на західній околиці, біля залізниці в долині р. Стрімчак (Підволочиський район). Площа — 8 га. 
Рішенням Тернопільської обласної ради №187 від 21.08.2000 року статус об'єкта було скасовано. 
Скасування статусу відбулось з причини входження пам'ятки у склад Підволочиського орнітологічного заказника.